# Diablerets
Els Diablerets (francès: Les Diablerets: "L'indret de diables") és un massís del Alps suïssos a la frontera entre els cantons suïssos de Vaud (VD), Valais (VS) i Berna (BE). El seu punt màxim és la Cima dels Diablerets (VD, VS) de 3.210 m.
D'oest a est, està format pels següents cims principals: Culan (2.789 m), Tête Ronde (3.037 m), Diablerets (3.210 m), Scex Rouge (2.971 m), Oldenhorn o Becca d'Audon (3.123 m), el Sanetschhore o Mont Brun (2.924 m), el Gstellihorn (2.820 m), el Schluchhore (2.579 m) i el Mittaghore (2.334 m).
El massís de Diablerets s'estén per aproximadament 10 quilòmetres prop de l'extremitat occidental dels Alps Bernesos, entre dues collades profundes, el Col de Cheville (2038 m) dret sota el cim principal cap al sud, i el Coll de Sanetsch/Sénin (2,252 m) a l'est. La muntanya és coberta per dues glaceres diferents, sent la mes gran la Glacera de Tsanfleuron i la més alta Glacera dels Diablerets.
La cimera principal (oficialment anomenada a Sommet des Diablerets) és el punt més alt del cantó de Vaud. La muntanya ha donat el seu nom al poble proper de Les Diablerets, que es troba al costat nord del massís. Cap el sud (Valais), la muntanya mira cap al llogarret i la vall de Derborence.

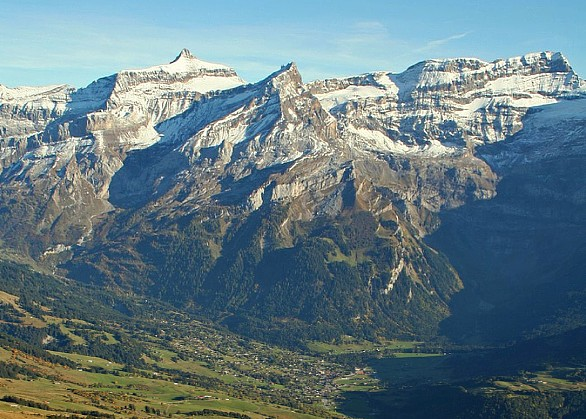
El massís dels Diablerets vist des del nord amb l'Oldehore (esquerra), el Scex Rouge (centre) i el cim principal (dreta)

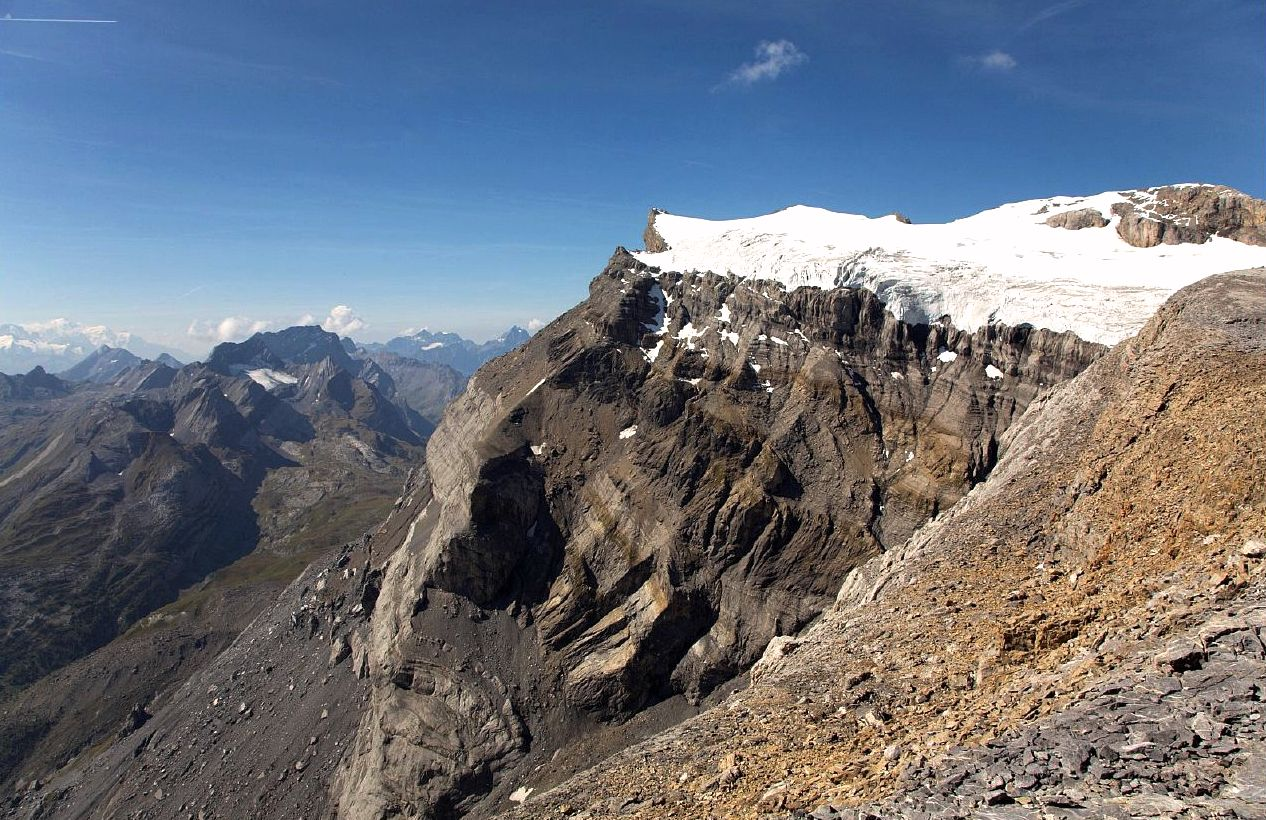
El cim principal vist del costat sud-est.

D'ençà 1964, un telefèric connecta el Scex Rouge amb el Coll del Pillon, 4 km a l'est del poble de Les Diablerets. La glacera de Tsanfleuron, fàcilment accessible des de l'estació del Scex Rouge, ha esdevingut part d'una àrea d'esquí amb diversos remuntadors, culminant a gairebé 3,000 metres, que rep el nom de Glacier 3000. L'àrea és també una popular destinació d'estiu per alpinisme sobre glacera. Les cimes de Le Dôme i Oldenhorn poden ser assolides en unes quantes hores des de l'estació. El pont penjant de 107 m, Peak Walk, des de l'estacio del teleferic al cim del Scex Rouge, va ser construït com a atracció turística el 2014.
Administrativament, le Sommet des Diablerets és compartit entre els municipis de Conthey (VS), Ormont-Dessus i Bex (VD).